# Samotišky
Samotišky (en allemand : Samotischek) est une commune du district et de la région d'Olomouc, en République tchèque. Sa population s'élevait à 1 380 habitants en 2023.

## Géographie
Samotišky se trouve à 7 km au nord-est du centre d'Olomouc, à 71 km à l'ouest-sud-ouest d'Ostrava et à 214 km à l'est-sud-est de Prague.
La commune est limitée par Tovéř au nord et par Olomouc à l'est, au sud et à l'ouest.

## Histoire
La première mention écrite du village date de 1141.

## Transports
Par la route, Samotišky se trouve à 8 km d'Olomouc et à 254 km de Prague.

## Source
- (en) Cet article est partiellement ou en totalité issu de l’article de Wikipédia en anglais intitulé « Samotišky » (voir la liste des auteurs).